# Dioscorea uliginosa
Dioscorea uliginosa är en enhjärtbladig växtart som beskrevs av Rodolfo Amando Philippi. Dioscorea uliginosa ingår i släktet Dioscorea och familjen Dioscoreaceae. Inga underarter finns listade i Catalogue of Life.